# Nellie Latrielle
Nellie Latrielle, var en jamaicansk kvinnorättsaktivist, rösträttskvinna och filantrop. Hon var en pionjärgestalt inom feminismen på Jamaica. 
Hon var född i England och var senare bosatt på Jamaica, där hon blev en drivande medlem i öns föreningsliv. 
Hon var engagerad i Child Welfare Association, och en ledande gestalt för kampen mot prostitution och könssjukdomar på Jamaica.
Hon blev 1918 medgrundare och ordförande för Women's Social Service Association (WSSA) och organiserade och drev den framgångsrika kampanjen för att införa den reform om kvinnlig rösträtt som nyss införts i Storbritannien även i Jamaica, och som slutade med villkorlig rösträtt för kvinnor på Jamaica 1919. Hon och Judith DeCordova framhävs som ledande gestalter i denna kamp. Hon var den första ordföranden i WSSA, och efterträddes av Judith DeCordova. 
Hon beskrivs som en ledande medlem inom WSSA 1920-talet ut. 